# Poroinica, Dâmbovița
Poroinica este un sat în comuna Mătăsaru din județul Dâmbovița, Muntenia, România.
 Acest articol despre o localitate din județul Dâmbovița este deocamdată un ciot. Puteți ajuta Wikipedia prin completarea lui.